# Wendell Lewis Willkie House
Das Wendell Lewis Willkie House, auch bekannt als Cullen-Mauzy-Willkie House, ist ein historisch bedeutsames Wohnhaus in Rushville im Rush County, Indiana. Es war in den Jahren 1940–44 das Wohnhaus des republikanischen Präsidentschaftskandidaten Wendell Willkie und ist seit 1993 als Baudenkmal im National Register of Historic Places verzeichnet.

## Architektur
Das zweieinhalbstöckige Wendell Lewis Willkie House wurde um 1874 für den Amtsrichter William A. Cullen errichtet. Als Baumaterial für das Haus wurde Backstein verwendet, während das Fundament aus Kalkstein besteht. Das Wendell Lewis Willkie House trägt ein Walmdach mit Schieferdeckung. Die meisten der architektonischen Details entsprechen dem Italianate-Stil. Die Vorderfront des Hauses weist eine L-Form auf, wobei der vorragende Gebäudeteil ein Joch breit ist und der restliche zwei. Im Winkel des L befindet sich eine aus den 1900er Jahren stammende Veranda mit Walmdach. Dieses wird von Holzsäulen Toskanischer Ordnung getragen, die auf steinernen Plinthen stehen. Das Gebälk der Veranda schmückt ein einfaches Zahnschnittfries. Den Eingang zur Veranda ziert ein Giebeldreieck. Das hölzerne Hauptgesims unter dem Dach ist reichhaltig verziert und weist unter anderem paarweise angebrachte Konsolen in volutenähnlicher Form, Blindfenster mit Segmentbögen und Rosetten auf. Anders als die asymmetrische äußere Erscheinung es vermuten lässt, folgt die Innenarchitektur des Wendell Lewis Willkie Houses herkömmlichen Bauplänen des Italianate. Von einer zentralen Eingangshalle, die auch als Treppenhaus fungiert, gehen zwei Salons sowie das Speisezimmer ab. Ebenso besteht hier eine Verbindung zum rückwärtigen Gebäudeteil, in dem sich Küche, Badezimmer und Hauswirtschaftsraum befinden. Im ersten Stockwerk sind vier Schlafzimmer und ein Badezimmer untergebracht.

## Geschichte
Nach dem Tod von Cullen ging das Haus in den Besitz von Rush Budd über, der einen Saloon in Rushville betrieb. Im Jahr 1924 wurde die Mauzy-Familie neuer Eigentümer von Wendell Lewis Willkie House und dem weitgehend identischen Nachbarhaus. Die Mauzys hatten seit den 1860er Jahren Lebensmittel- und Gemischtwarenläden in Rushville. Charles Mauzy verkaufte schließlich das Haus an Willkie. Auf dem Höhepunkt seiner politischen Karriere als Kandidat für die Republikaner bei der Präsidentschaftswahl in den Vereinigten Staaten 1940 bezog Willkie das Haus im Sommer des Wahljahres und lebte hier bis zu seinem Tod vier Jahre später. Sein Werk One World, das er in New York City nach einer politischen Weltreise entworfen hatte, die er im Auftrage Franklin D. Roosevelts unternommen hatte, überarbeitete und korrigierte er im Wendell Lewis Willkie House. Nach seinem Tod verblieb das Haus in Familienbesitz.
Im Jahr 1984 wurde auf dem Grundstück das Buchhaus ergänzt. Dieses eineinhalbstöckige Gebäude in Holzrahmenbauweise korrespondiert zum Italianate-Stil des Wendell Lewis Willkie House und dient der Aufbewahrung von Erinnerungsstücken an Willkie. Am 27. Dezember 1993 wurde das Wendell Lewis Willkie House in das National Register of Historic Places eingetragen.